# Sóbinka
Sóbinka (en rus: Собинка) és una ciutat de l'óblast de Vladímir, a Rússia, segons el cens del 2021 tenia 16.973 habitants.